# شهرستان هاندان
شهرستان هاندان (به لاتین: Handan County) یک شهرستان جمهوری خلق در چین است که در هاندان واقع شده‌است.